# Pend d’Oreille
Die Upper Pend d’Oreille oder Upper Kalispel, heute meist einfach als  Pend d’Oreille bezeichnet, bilden zusammen mit den Lower Pend d’Oreille (auch Lower Kalispel oder einfach Kalispel genannt) eine indianische Stammesgruppe, die zur Zeit der ersten Kontakte mit Europäern am Pend Oreille River, am Priest Lake und am Lake Pend Oreille lebten. Ihr Schweifgebiet erstreckte sich von Montana über den Norden von Idaho bis in den Osten Washingtons und umfasste das Gebiet von Plains in Montana, das Einzugsgebiet des Clark Fork River über den Pend Oreille bis in das kanadische British Columbia. Kulturell sowie sprachlich gehören sie wie die benachbarten Flathead (Seliš oder Salish), Spokane (Sqeliz) und Coeur d’Alene (Schitsu'umsh oder Skitswish) zu den Südlichen Binnen-Salish und zählen somit kulturell zum Kulturareal des Plateau.
Sie nannten sich Ql̓ispé (sprich: Kah-LEES-peh), was die Europäer später in Kalispel verballhornten. Die Franzosen nannten sie Pend d’Oreille oder Pend Oreille (sprich: Pon-de-RAY), was etwa so viel bedeutet wie ‚hängt am Ohr (herunter)‘. Dieser Name geht auf die großen Ohrgehänge zurück, die die Kalispel trugen, und die aus Muscheln bestanden.
Sie gehörten zu jenen Stammesvölkern, die von den Spokane (Sqeliz) beherrscht wurden.
 (für nähere Informationen zu Upper Pend d’Oreille und Lower Pend d’Oreille)

## Sprache
Ihre Sprache, das Kalispel (Qlispé/Qalispé), ist ein Dialekt des Montana Salish (npoqínišcn-qlispé-séliš, auch: Kalispel-Pend d’Oreille, Kalispel-Spokane-Flathead oder Spokane-Kalispel-Bitterroot Salish-Upper Pend d’Oreille) und zählt zu den südlichen Binnen-Salish-Sprachen; weitere Dialekte sind das Npoqínišcn der Spokane (Sqeliz) sowie das Séliš (Salish) der Flathead (Bitterroot Salish).
Die drei Gruppen der Kalispel sprachen zudem leicht voneinander abweichende Dialektvarianten:
- Qlispé / Qalispé (Kalispel) – die Kalispel (Lower Kalispel oder Lower Pend d’Oreille)
- Čłqetkʷmcin oder Qlispé –  die Pend d’Oreille (Upper Kalispel oder Upper Pend d’Oreille)
- Chewelah – die Chewelah